# Song Min-kyu (piłkarz)
Song Min-kyu (kor. 송민규; ur. 12 września 1999 w Nonsan) – południowokoreański piłkarz, występujący na pozycji napastnika w południowokoreańskim klubie Jeonbuk Hyundai Motors oraz w reprezentacji Korei Południowej. Uczestnik Mistrzostw Świata 2022.

## Statystyki

### Klubowe
Na podstawie:
| Klub                   | Sezonów | Liga       | Liga  | Liga   | Puchar krajowy | Puchar krajowy | Kontynentalne | Kontynentalne | Suma  | Suma   |
| Klub                   | Sezonów | Liga       | Mecze | Bramki | Mecze          | Bramki         | Mecze         | Bramki        | Mecze | Bramki |
| ---------------------- | ------- | ---------- | ----- | ------ | -------------- | -------------- | ------------- | ------------- | ----- | ------ |
| Pohang Steelers        | 4       | K League 1 | 72    | 19     | 6              | 1              | –             | –             | 78    | 20     |
| Jeonbuk Hyundai Motors | 4       | K League 1 | 71    | 13     | 8              | 2              | 14            | 3             | 93    | 18     |
|                        | Łącznie | Łącznie    | 143   | 32     | 17             | 3              | 14            | 3             | 171   | 38     |

### Reprezentacyjne
Na podstawie:
| Mecze i gole w reprezentacji | Mecze i gole w reprezentacji | Mecze i gole w reprezentacji | Mecze i gole w reprezentacji | Mecze i gole w reprezentacji | Mecze i gole w reprezentacji | Mecze i gole w reprezentacji | Mecze i gole w reprezentacji |
| Lp.                          | Data                         | Miasto                       | Przeciwnik                   | Wynik                        | Gole                         | Inne                         | Faza rozgrywek               |
| ---------------------------- | ---------------------------- | ---------------------------- | ---------------------------- | ---------------------------- | ---------------------------- | ---------------------------- | ---------------------------- |
| 1.                           | 11.11.2022                   | Hwaseong                     | Islandia                     | 1:0 (1:0)                    | 33'                          |                              | mecz towarzyski              |

## Sukcesy
Na podstawie:

### Klubowe
Z Jeonbuk Hyundai Motors:
- Mistrz Korei Południowej 2021
- Puchar Korei Południowej 2022

### Reprezentacyjne
- I miejsce na Igrzyskach Azjatyckich 2022